# Куртки Кобейна (альбом)
«Куртки Кобейна» — дебютный студийный альбом супергруппы «Куртки Кобейна» (сайд-проект группы «Би-2»), вышедший в 2019 году.

## Список композиций

### Трек-лист
| №   | Название                                                      | Текст песни                                 | Музыка                                 | Длительность |
| --- | ------------------------------------------------------------- | ------------------------------------------- | -------------------------------------- | ------------ |
| 1.  | «Все сюда (Intro) (Анна Чиповская)»                           | Михаил Карасёв                              | Олег Чехов                             | 2:33         |
| 2.  | «Нити ДНК (Би-2, Монеточка)»                                  | Олег Чехов                                  | Олег Чехов                             | 5:08         |
| 3.  | «Упражнения в равновесии (Антон Севидов, MANIZHA)»            | Олег Чехов                                  | Олег Чехов                             | 5:28         |
| 4.  | «Люди на эскалаторах (Би-2, Леонид Агутин, MANIZHA)»          | Олег Чехов                                  | Олег Чехов                             | 4:00         |
| 5.  | «Dasha, pls (Brazzaville, Brainstorm)»                        | David Brown                                 | Олег Чехов                             | 3:53         |
| 6.  | «Охота на кузнечиков (Би-2, Диана Арбенина)»                  | Диана Арбенина                              | Диана Арбенина                         | 4:03         |
| 7.  | «No order (Би-2, Ace MarCano, Midnight Faces, Chad Channing)» | Michael Aliani, Ace MarCano, Midnight Faces | Шура Би-2                              | 5:06         |
| 8.  | «Молитвы мёртвых (Би-2, Глеб Колядин)»                        | Михаил Карасёв, Борис Гребенщиков           | Михаил Карасёв, Глеб Колядин           | 7:09         |
| 9.  | «Змея (Би-2, Zventa Sventana)»                                | Михаил Карасёв                              | Юрий Усачев, Тина Кузнецова, Шура Би-2 | 5:26         |
| 10. | «Молитвы мёртвых (remix by Private Agenda)»                   |                                             |                                        |              |
| 11. | «52th monday (remix by Mount Kismet)»                         |                                             |                                        |              |

### Участники записи
Вокалисты 
- Шура Би-2 — вокал (кроме 1, 3, 5), продюсирование, аранжировки;
- Лёва Би-2 — вокал (8);
- Анна Чиповская — голос (1);
- Монеточка — вокал (2);
- Антон Севидов — вокал (3);
- MANIZHA — вокал (3, 4);
- Леонид Агутин — вокал (4);
- David Brown — вокал (5);
- Renārs Kaupers — вокал (5);
- Диана Арбенина — вокал (6);
- Ace MarCano — вокал (7);
- Midnight Faces — вокал (7);
- Тина Кузнецова — вокал, клавишные (9);

 Музыканты 
- Олег Чехов — аранжировки (1, 2, 5)
- Юрий Усачев — аранжировки, программинг;
- Андрей «Белый» Лебедев — клавишные, аранжировки (7, 8);
- Андрей Звонков — гитары;
- Борис Лифшиц — ударные (4);
- Антон Давидянц — бас-гитара (4);
- Алексей Беляев — бас-гитара (2, 5);
- Виталий Дубинин — бас-гитара (6, 7);
- Chad Channing — ударные (7);
- Глеб Колядин — клавишные, аранжировка (8);
- Дмитрий Ашман — бас-гитара (9);

Все песни: Олег Чехов + Михаил Карасёв + Шура Би-2 + Диана Арбенина + Zventa Sventana + Brazzaville + Ace MarCano + Midnight Faces
В треке «Охота на кузнечиков» использован семпл из песни «52 понедельник» «Звуков Му».
В треке «Молитвы мёртвых» использован семпл из песни «Волки и вороны» Бориса Гребенщикова.